# Regierungsratswahlen im Kanton Bern 2018
Die Regierungsratswahlen im Kanton Bern des Jahres 2018, die Wahlen der 7 Mitglieder des Regierungsrats des Kantons Bern, fanden am 25. März 2018 statt, am gleichen Tag wurde auch die Legislative, der Grosse Rat, gewählt. 

## Ausgangslage
Bei den Regierungsratswahlen 2014 wurden alle Regierungsräte bestätigt, wobei die seit 2006 bestehende Rot-Grüne Mehrheit bestätigt wurde (3 SP, 1 GPS, 1 BDP, 1 FDP, 1 SVP).
2015 kündigten die beiden Sozialdemokraten Andreas Rickenbacher und Philippe Perrenoud ihren Rücktritt an. Am 28. Februar 2016 wurde Christoph Ammann, und am 3. April 2016 Pierre Alain Schnegg gewählt. Damit stellten die bürgerlichen Parteien SVP, FDP und BDP erstmals seit 2006 wieder die Mehrheit im Regierungsrat.

## Kandidaten
Nicht mehr kandidierten:
- Barbara Egger (SP, seit 2002)
- Bernhard Pulver (Grüne, seit 2006)
- Hans-Jürg Käser (FDP, seit 2006)

Erneut kandidierten:
- Christoph Neuhaus (SVP, seit 2008)
- Beatrice Simon (BDP, seit 2010)
- Christoph Ammann (SP, seit 2016)
- Pierre Alain Schnegg (SVP, seit 2016)

Neu kandidierten
- Christine Häsler (Grüne)
- Evi Allemann (SP)
- Christophe Gagnebin (SP)
- Philip Müller (FDP)
- Michael Köpfli (GLP)
- Hans Kipfer (EVP)
- Maurane Riesen (PSA)
- Stefan Theiler (Swiss Rebel Force, SRF)
- Jorgo G. M. Ananiadis (Piraten)
- Alfred Blaser (Piraten)
- Bruno Moser (Nichtwählerpartei)
- Yannic Nuoffer (PNOS)

SP und Grüne sowie SVP, BDP und FDP traten gemeinsam auf.

## Resultat
Im ersten Wahlgang am 25. März 2018 konnten alle sieben Sitze besetzt werden.

| Kandidat              | Stimmen | %    |         |
| --------------------- | ------- | ---- | ------- |
| Beatrice Simon        | 126'207 | 58,6 | Gewählt |
| Christoph Ammann      | 118'757 | 55,1 | Gewählt |
| Christoph Neuhaus     | 110'792 | 51,4 | Gewählt |
| Evi Allemann          | 99'902  | 46,4 | Gewählt |
| Philip Müller         | 98'931  | 45,9 | Gewählt |
| Christine Häsler      | 98'428  | 45,7 | Gewählt |
| Pierre Alain Schnegg  | 97'051  | 45,0 | Gewählt |
| Christophe Gagnebin   | 75'785  | 35,0 |         |
| Absolutes Mehr        | 69'475  |      |         |
| Michael Köpfli        | 51'051  | 23,7 |         |
| Hans Kipfer           | 33'847  | 15,7 |         |
| Maurane Riesen        | 26'002  | 12,1 |         |
| Stefan Theiler        | 9'884   | 4,6  |         |
| Jorgo G. M. Ananiadis | 8'927   | 4,1  |         |
| Alfred Blaser         | 7'360   | 3,4  |         |
| Bruno Moser           | 6'520   | 3,0  |         |
| Yannic Nuoffer        | 3'203   | 1,5  |         |

Gültige Stimmzettel: 215'435
Wahlbeteiligung: 29,5 %

## Folgen
Mit der Wahl von Evi Allemann, Phillip Müller und Christine Häsler und der Wiederwahl der vier Bisherigen bestätigte sich die Zusammensetzung des Regierungsrates (2 SVP, 2 SP, 1 BDP, 1 FDP, 1 Grüne). Christophe Gagnebin von der SP erreichte zwar das absolute Mehr, blieb jedoch knapp 20'000 Stimmen hinter Pierre Alain Schnegg zurück, welcher auch im Berner Jura vorne lag.